# Otto Henninger

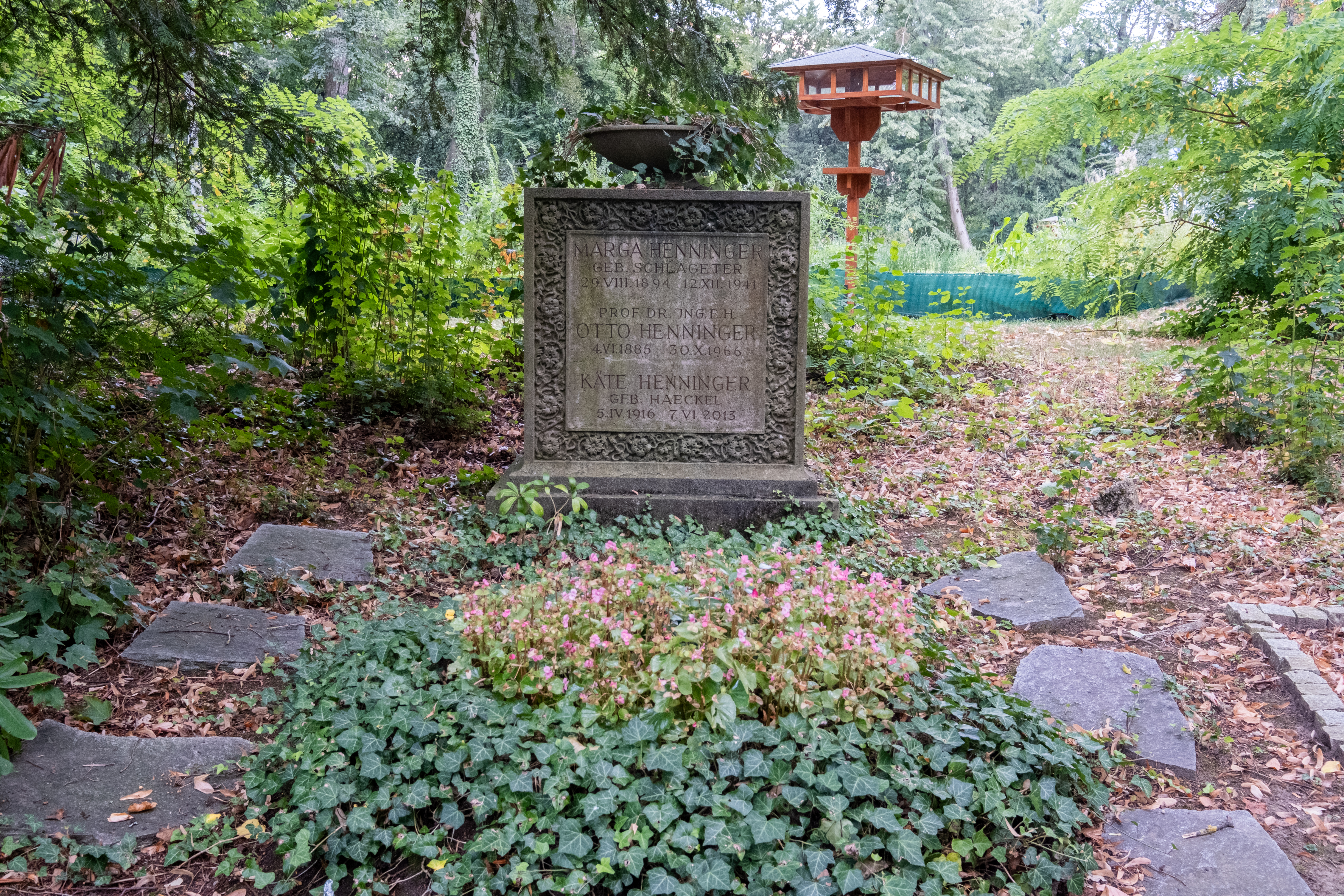
Grab auf dem Hauptfriedhof Freiburg

Otto Henninger (* 4. Juni 1885; † 30. Oktober 1966) war ein deutscher Ingenieur und Manager in der Elektrizitätswirtschaft.

## Leben
Henninger studierte an der Technischen Hochschule Karlsruhe Ingenieurwissenschaften und wurde 1906 bei dem späteren Corps Hubertia Freiburg rezipiert. Das Studium schloss er mit dem akademischen Grad eines Diplom-Ingenieurs ab. Von 1928 an gehörte er dem Vorstand des Energieerzeugers Schluchseewerk AG in Freiburg im Breisgau an und war später dessen Direktor. Zudem saß er im Vorstand der Rheinkraftwerk Albbruck-Dogern AG. Anfang 1957 trat er in den Ruhestand.

## Ehrungen
- 1952: Offizierskreuz des Bundesverdienstkreuzes
- 1955: Großes Bundesverdienstkreuz
- Verleihung des Titels „Professor“
- 1948: Verleihung der Ehrendoktorwürde (als Dr.-Ing. E. h.) der Technischen Hochschule Karlsruhe